# إنستايكايون
بلدية إنستايكايون (بالإسبانية: Instinción)‏, هي بلدية تقع في مقاطعة المرية. جنوب شرق إسبانيا. يبلغ عدد سكانها 524 نسمة.

## وصلات خارجية
- (بالإسبانية)